# 에디트 크레송
에디트 크레송(프랑스어: Édith Cresson, 1934년 1월 27일 ~ )은 프랑스의 여성 정치인이다. 1991년 ~ 1992년, 프랑스에서 여성으로는 처음으로 총리를 지냈다.
파리 부근 불로뉴비양쿠르에서 태어났다. 파리 고등사범학교(HEC)에서 경영학과 인구학을 전공했다. 유복한 집안에서 자랐으며 1965년 프랑수아 미테랑을 알게 되어 정치와 인연을 맺었다. 1974년 사회당 대통령 후보로 출마한 프랑스아 미테랑을 지원하였으나, 미테랑은 낙선하였다. 1977년 푸아투샤랑트 지방 비엔 현의 튀레 시장을 지냈고, 1979년 유럽 의회 의원으로 선출되었다가 1981년 미테랑이 대통령이 당선된 후 그는 농업부 장관을 시작으로 여러 부처의 장관을 역임했다. 대외 무역과 유럽 연합 관련 부처 장관으로 재직할 당시 그는 독설적인 언변으로 여러 차례 구설수에 올랐다. 앵글로색슨 국가들을 비난하며 영국 남자들은 대부분 동성애자라고 했으며, 일본의 경제 침투를 비난하며 일본인들은 일만 하는 황색 개미라고 말했다. 특히 그의 발언은 일본에서 큰 논란을 일으켜 일본 정부의 공식 항의를 받았으며, 일본 주재 프랑스 대사관 앞에서는 반 프랑스 시위가 이어졌다. 프랑스 내에서도 인종차별 논란에 휩싸였다.
1991년 5월 15일 미테랑 대통령은 그를 총리로 임명, 프랑스 역사상 최초의 여성 총리가 되었다. 재임 중 부패 척격을 위한 강한 의지를 보이고 경제 문제 해결과 분열 통합을 위해 노력했으나 별다른 성과를 내지 못했다. 무역 개방 정책에 대해 농민 시위가 이어지고 공기업 민영화에 대한 대중의 반대가 심해져 그와 사회당에 대한 인기는 점점 낮아졌다. 1992년 4월, 지방 선거 참패에 따른 책임을 지고 총리직을 10개여 월 만에 사임하였다. 그에 대해서는 찬반이 있으나, 프랑스 최초의 여성 총리로 여성운동에 큰 획을 그은 것에 대해서는 높이 평가받고 있다. 총리직 사퇴 이후로도 1983년부터 겸임하고 있던 비엔 현의 샤텔레로 시장직은 1997년까지 계속 맡았다. 1994년 유럽 연합의 교육·연구담당 집행위원으로 일했으나, 샤텔레로 지역 인물들을 기용한 것과 기금 사용에 대한 불투명함으로 문제가 되어 1999년 사임하였다. 그 후 유럽위원회는 그를 유럽 사법 재판소에 고소하였다.

## 역대 선거 결과
| 선거명      | 직책명                    | 대수 | 정당   | 1차 득표율 | 1차 득표수 | 2차 득표율 | 2차 득표수 | 결과 | 당락                  |
| ----------- | ------------------------- | ---- | ------ | ---------- | ---------- | ---------- | ---------- | ---- | --------------------- |
| 1981년 선거 | 하원의원 (비엔 제2선거구) | 7대  | 사회당 | 42.93%     | 23,086표   | 57.51%     | 34,368표   | 1위  | 비엔 주 하원의원 당선 |
| 1986년 선거 | 하원의원 (비엔 선거구)    | 8대  | 사회당 | 0%         | -표        |            |            | 1위  | 비엔 주 하원의원 당선 |
| 1988년 선거 | 하원의원 (비엔 제4선거구) | 9대  | 사회당 | 45.05%     | 21,172표   | 52.41%     | 27,043표   | 1위  | 비엔 주 하원의원 당선 |
| 1993년 선거 | 하원의원 (비엔 제4선거구) | 10대 | 사회당 | 19.31%     | 9,262표    | 42.06%     | 19,608표   | 2위  | 낙선                  |